# Finlands ambassad i Tallinn
Finlands ambassad i Tallinn är ett byggnadskomplex på Domberget i Tallinn i Estland.
Finlands ambassad i Tallinn ligger på Domberget på en plats nära stadsmuren, där utgrävningar visar att det stått ett försvarstorn från 1200-talet. Fastigheten består av fem byggnader från 1770 och yngre. Den nuvarande formen för detta byggnadskomplex är från 1800-talet, när fastigheten ägdes av, och var vinterbostad för, Otto Bernhard Jakob von Uexküll på Vana-Vigala herrgård. Arkitekten var Georg Winterhalter från Sankt Petersburg. 
Vid Estlands självständighet 1918 genomfördes en jordreform, som ledde till att familjen von Uexküll sålde sitt stadsresidens till Konstantin Päts, som lät renovera husen och hyrde ut delar till de finländska och ungerska ambassaderna. Efter några år köpte Finland fastigheten 1926. Konstantin Päts bodde som hyresgäst i huset till våren 1940, några månader innan han i juli 1940 greps av ryssarna och deporterades till Sovjetunionen. Den 24 augusti 1940 stängdes Finlands ambassad. Under tysk ockupation perioden 1941–1944 användes byggnaderna av tyskarna. Efter Freden i Paris 1947 mellan bland annat Finland och de allierade överläts de till Sovjetunionen. 
År 1991 var byggnaderna i dåligt skick. Finland och Estland återupprättade diplomatiska förbindelser den 24 augusti 1991. År 1993 gjordes en överenskommelse mellan länderna om att renovera byggnaderna, vilket utfördes under ledning av arkitektfirman  Käpy och Simo Paavilainen Arkitekter i Helsingfors. Ambassadlokalerna invigdes efter renoveringen i november 1996.